# Explorers Club (zespół muzyczny)
Explorers Club – supergrupa muzyczna, powstała z inicjatywy braci Trenta i Wayne'a Gardnerów, liderów grupy Magellan. Zespół wydał dwa albumy studyjne, przy których nagrywaniu brali udział wybitni muzycy sceny rocka i metalu progresywnego.
Byli to m.in. wirtuoz instrumentów perkusyjnych Terry Bozzio, znani z grupy Dream Theater wokalista James LaBrie, gitarzysta John Petrucci, basista John Myung, instrumentalista klawiszowiec Derek Sherinian oraz znany z występów wraz ze Steve'em Vai basista Billy Sheehan, gitarzysta grupy Yes Steve Howe czy James Murphy były gitarzysta nieistniejącego już zespołu Death.

## Dyskografia
- Age of Impact (1998, Magna Carta Records)[5]
- Raising the Mammoth (2002, Magna Carta Records)[6]